# Candalo (figlio di Elio)
Candalo (in greco antico: Κάνδαλος?, Kándalos) è un personaggio della mitologia greca. Era uno dei sette Eliadi.

## Genealogia
Era figlio di Elio e di Rodo.

## Mitologia
Candalo e tre dei suoi fratelli erano gelosi degli studi sulle scienze di Tenage e così lo uccisero. Quando il crimine fu scoperto i quattro dovettero fuggire da Rodi e Candalo fuggì a Cos.